# Speleomantes ambrosii
Speleomantes ambrosii este o specie de salamandre din familia Plethodontidae⁠(d). Endemică în nord-vestul Italiei, habitatele sale naturale sunt păduri temperate, zone stâncoase, peșteri și habitate subterane (altele decât peșteri). Este amenințată de pierderea habitatului.

## Descriere
O salamandră Speleomantes ambrosii are membre scurte, solide, degetele de la picioare ascuțite și o coadă scurtă și crește până la aproximativ 12,5 cm incluzând și coada. Există o creastă cunoscută sub numele de cantus între bot și ochi. Culoarea sa este variabilă, fiind maro până la neagră și este marmorată, cu pete sau linii de culoare gri, verde, galbenă, roșie, roz sau maro. Unele specimene au o culoare uniformă de maro sau negru. Părțile inferioare sunt, de asemenea, închise, cu semne mai palide.

## Răspândire și habitat
Speleomantes ambrosii este endemică într-o zonă mică din nord-vestul Italiei, găsindu-se în locuri răsfirate din provincia La Spezia. Nu se limitează la peșteri, deși se retrage sub pietre, bușteni și în caverne în perioadele secetoase. Alteori este activă pe litiera de frunze de pe lângă cursuri de apă și pe aflorimentele stâncoase umede din văile împădurite la altitudini de până la 1.250 m. În sud-estul răspândirii sale, unde arealul său se suprapune cu cel al speciei Speleomantes italicus, cele două specii se hibridează uneori.

## Comportament și ecologie
Această salamandră se găsește în medii umede, unde este activă noaptea pe sol, uneori mergând prin vegetație joasă. Masculii devin maturi sexual la 4 ani și femelele la 5. După o rutină de curtare elaborată, un rând de câteva ouă care au fiecare câte circa 6 mm în lungime este așezat într-un loc ascuns în care sunt păzite de femelă până când eclozează direct în salamandre juvenile. Se estimează că longevitatea este de 17 ani.

## Stare de conservare
Uniunea Internațională pentru Conservarea Naturii clasifică specia Speleomantes ambrosii drept critic pe cale de dispariție. Se găsește în două arii protejate, Parco Nazionale delle Cinque Terre⁠(d) și Parco naturale regionale delle Alpi Apuane.